# Iglesia de San Ginés (Soria)
La iglesia de San Ginés es una de las iglesias conservadas en Soria (España) correspondiente al románico rural de repoblación.

## Historia
Las ruinas de la iglesia de San Ginés constituyen, junto con la iglesia del monasterio de San Juan de Duero y las ruinas de la iglesia de San Agustín el Viejo, las iglesias conservadas más antiguas de Soria. Entre ellas existen grandes semejanzas y se encuentran a ambas orillas del río Duero, aguas arriba del puente de piedra. Tanto la iglesia de San Agustín como la de San Ginés son muy desconocidas en la capital por estar en ruinas y pasar desapercibidas.
Situada en las laderas del Cerro del Mirón, donde se encuentra la ermita del mismo nombre, la iglesia de San Ginés es una de las 35 parroquias que aparecía en el censo de Alfonso X elaborado en 1270.
Su estado actual es de ruina.
En el año 2015 se realizaron catas arqueológicas para documentar la manera en que la muralla se adosaba al ábside de la iglesia. Se procedió a excavar más o menos un metro hasta encontrar el suelo original de la iglesia, formado por losas de arenisca, descubriendo el basamento de sillería del ábside. Entre los elementos encontrados, llama la atención lo que parece un cimacio liso de un capitel y como material de relleno en una esquina donde se une el presbiterio y la nave, una columnilla con su basa labrada.

## Descripción
Es un edificio de reducidas dimensiones y de una sola nave construido en el siglo XII. Se conservan el muro norte y el muro sur, que contiene restos de una entrada de medio punto y dos pequeñas ventanas. Orientada al este, como la mayoría de las iglesias sorianas, ha perdido el ábside, que fue semicircular. Se puede observar el retranqueo que realiza la muralla para amoldarse a la curvatura del ábside. Los muros son de encofrado y la cubierta debió ser de madera, ya que no presenta arranque de bóvedas.